# Isabella, Prințesă de Asturia (1851–1931)
Pentru alte Prințese de Asturia numite Isabella, vezi Isabella, Prințesă de Asturia (dezambiguizare)
Isabella, Infantă a Spaniei (20 decembrie 1851 - 23 aprilie 1931) a fost fiica cea mare a reginei Isabella a II-a a Spaniei. S-a căsătorit cu Prințul Gaetan, Conte de Girgenti, fiul regelui Ferdinand al II-lea al celor Două Sicilii. Soțul ei s-a sinucis trei ani mai târziu.

## Primii ani

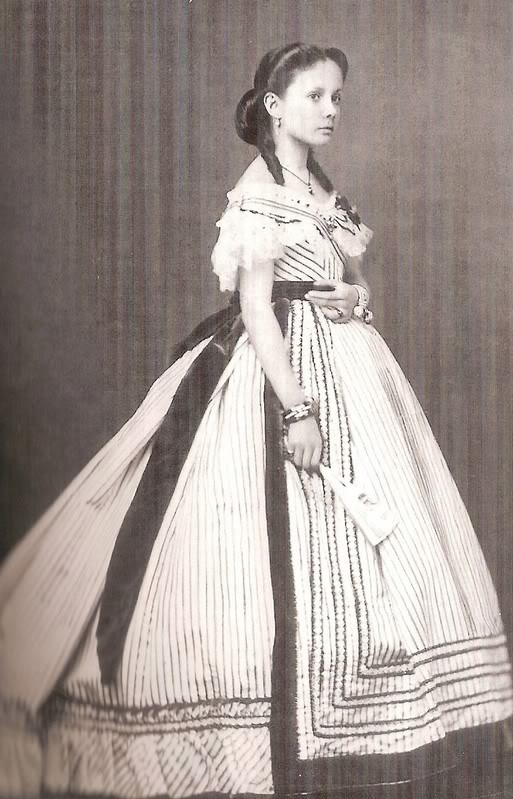
Infanta Isabel de Bourbon, c. 1865.

Născută la Palatul Regal din Madrid la 20 decembrie 1851, a fost fiica cea mare a reginei Isabella a II-a a Spaniei și a soțului ei, regele consort, Francisc al Spaniei. Nașterea ei a fost așteptată cu nerăbdare deoarece mama ei născuse anterior doi copii care au murit la scurtă vreme. În epoca tumultuoasă a revoltelor carliste și a războiului civil, Isabella a fost imediat recunoscută ca moștenitoare la tronul mamei sale și i s-a acordat titlul tradițional de prințesă de Asturia.
Isabella a fost botezată de arhiepiscopul de Toledo cu numele María Isabel Francisca de Asís Cristina Francisca de Paula Fernanda Luisa Josefa Trinidad Joaquina Ana Melchora Gaspara Baltasara María del Olvido Dolores Pilar Concepción Carmen Desamparados Filomena Micaela Rafaela Gabriela Dominga de la Cogolla Tomasa Teresa Rita Lucía Águeda Bárbara Bibiana María de la Cabeza Isidra Rosalía Polonia Lugarda Ramona de Cosme Damiana Antonia de San Antón Juana Bautista Vicenta de Ferrer Genara Francisca de Borja Blasa Jacoba de Roque Caralampia y de Todos los Santos de Borbón y Borbón. După nașterea ei, mama ei a mai născut două fiice care au trăit doar scurtă vreme și doi fii care au murit la naștere.
Isabella avea șase ani când s-a născut fratele ei mai mic, viitorul rege Alfonso al XII-lea; au urmat surorile ei: Infanta María și Infanta Eulalia. Isabella și-a pierdut titlul de Prințesă de Asturia după nașterea fratelui ei, la 2 noiembrie 1857, și a fost crescută separat de restul fraților ei.
Mariajul părinților ei avea probleme. Mama ei a fost căsătorită împotriva dorinței ei la vârsta de 16 ani cu vărul ei primar, Francis, Duce de Cádiz. Regina n-a putut trece peste antipatia față de efeminatul ei soț; ea și-a găsit repede consolarea în brațele altor bărbați. Istoricii și biografii au atribuit paternitatea infantei Isabella lui Juan de Arana, un aristocrat spaniol tânăr și frumos, favoritul reginei Isabella de atunci. 
După ce fratele ei a accedat la tronul Spaniei la 29 decembrie 1874, deoarece nu avea încă moștenitori, Isabella în vârstă de 23 de ani a devenit încă o dată moștenitoare a tronului și deținătoare a titlului de Prințesă de Asturia. Și-a pierdut titlul în 1880 după nașterea primului copil al lui Alfonso, Mercedes, Prințesă de Asturia. 

## Căsătorie

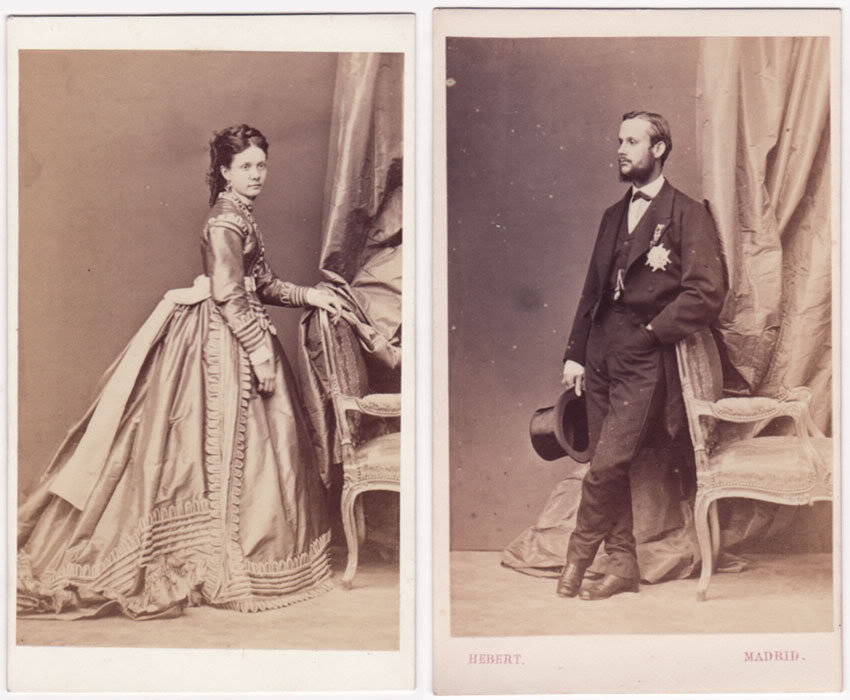
Infanta Isabella de Bourbon și Prințul Gaetan de Bourbon-Două Sicilii.

Ca moștenitoare prezumptivă a coroanei Spaniei și numai cu un frate cu o sănătate delicată care o separa de tron, exista un interes mare la mâna infantei. Primul ministru Antonio Cánovas del Castillo a vrut s-o căsătorească cu Prințul Amadeo de Savoia a cărui soră, Maria Pia, se căsătorise recent cu Luis I al Portugaliei. Regina nu a fost încântată de propunere și în cele din urmă proiectul a eșuat.
Din motive politice, Isabella a II-a a trebuit să recunoască unificarea Italiei sub coroana de Savoia, și, pentru a-i compensa pe verii ei de Bourbon-Două Sicilii care s-au supărat la această recunoaștere, regina a aranjat căsătoria fiicei ei cu unul dintre frații vitregi ai recent detronatului rege, Francisc al II-lea al celor Două Sicilii, Prințul Gaetan, Conte de Girgenti, fiul regelui Ferdinand al II-lea al celor Două Sicilii și al Arhiducesei Maria Theresa de Austria. Prințul Gaetan își pierduse recent mama și unul dintre frații săi mai mici iar familia avea dificultăți financiare. Gaetan era văr primar atât al mamei Isabellei cât și a tatălui ei.
Nici Isabella nici Gaetan nu erau încântați de proiectul căsătoriei; Gaetan era înalt, bun la suflet și frumos însă fără nici un ban, chinuit de probleme de sănătate și cunoscut pentru lipsa lui de intelect. Isabella era scundă, blondă, cu ochi albaștri, cuminte, conservatoare și încăpățânată.
Căsătoria a avut loc cu mare pompă la 13 mai 1868. După nuntă, tânărul cuplu a plecat în luna de miere; în drumul lor de întoarcere spre Spania, în timp ce-l vizitau pe Napoleaon al III-lea și pe împărăteasa Eugénie la Fontainebleau, ei au primit vestea că revoluția a costat-o pe Isabela a II-a tronul. Gaetan s-a grăbit să ajungă în Spania unde a luptat apărând monarhia în bătălia de la Alcolea; înfrângerea a marcat sfârșitul domniei reginei Isabella a II-a, care a trecut granița în Franța împreună cu familia regală. În exil, regina detronată s-a stabilit la Paris unde o aștepta fiica ei Isabella. Inițial, infanta Isabella și Gaetan au locuit și ei la Paris într-o casă aparținând unchiului lui Gaetan.
Timp de doi ani cuplul a făcut o serie de călătorii în Europa vizitând Austria, Germania și Anglia căutând zadarnic să îmbunătățească sănătatea lui Gaetan. Gaetan reușise să ascundă soției sale că era epileptic însă într-o seară a făcut o criză în fața Isabellei; infanta care era însărcinată a suferit un avort spontan. Pierderea copilului, pierderea coroanei și sănătatea în declin l-au scufundat pe Gaetan într-o depresie adâncă și a încercat să se sinucidă. De atunci nu i s-a mai permis să stea singur. Totuși, la 26 noiembrie 1871, în timp ce stăteau la un hotel în Lucerna, Elveția, Gaetan a reușit să se blocheze într-o cameră și s-a împușcat în cap. A fost găsit în viață însă a murit la scurt timp.
Tânăra văduvă în vârstă de 20 de ani, Infanta Isabella, care se atașase profund de soțul ei, a jelit moartea lui tragică. S-a mutat la palatul Castille din Paris împreună cu mama ei.

## Spania

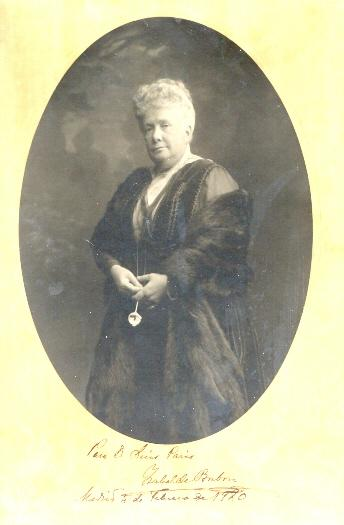
Infanta Isabel de Bourbon.

La 29 decembrie 1874, fratele infantei, Alfonso al XII-lea, a fost instalat pe tronul Spaniei. După scurtă vreme, Infanta Isabella a fost chemată de guvern în Spania ca Prima Doamnă de la curte și ca moștenitoare prezumptivă a coroanei spaniole. În această perioadă au existat diferite proiecte de căsătorie. Arhiducele Ludwig Salvator de Austria, care trăia în Spania, a fost prima alegere a guvernului însă din cauza comportamentului lui excentric, proiectul a fost abandonat. Un alt candidat a fost Prințul Arnulf de Bavaria însă Isabella nu a vrut să se recăsătorească iar fratele ei - de care ea era foarte atașată - i-a respectat dorința. 
Isabella a servit ca gid pentru tânăra sa verișoară, regina Mercedes, care s-a căsătorit cu fratele ei în 1880 și care a înlocuit-o ca Prima Doamnă a regatului. După moartea timpurie a reginei Mercedes, Isabella a ales-o pe Arhiducesa Maria Christina de Austria ca noua ei cumnată și a promovat-o ca soție a fratelui ei. Ea era nepoată a unei bune prietene a Isabellei, Maria Christina de Savoia, care era mamă vitregă a lui Gaetan. 
Moartea timpurie a fratelui ei a fost o lovitură teribilă pentru Isabella care prețuia relația lor. Ea a fost o figură influentă în timpul regenței Maria Cristina de Austria și a susținut-o pe cumnata sa; Isabella a devenit a doua mamă a copiilor fratelui ei.
Isabella era foarte populară și respectată în Spania.
Isabella a murit la 23 aprilie 1931, la vârsta de 79 de ani, în exil în Franța. A murit la cinci zile după ce nepotul ei, regele Alfonso al XIII-lea al Spaniei a pierdut tronul spaniol și întreaga familie regală a plecat în exil. Cea mai mare parte a bijuteriilor sale i le-a lăsat lui Alfonso al XIII-lea iar faimoasa ei tiara Mellerio Shell este purtată frecvent de regina Sofía a Spaniei. În 1991, regele Juan Carlos al Spaniei a ordonat transferul rămășițelor ei din Franța în Spania.